# Viacheslav Vinnik
Viacheslav Vinnik es un deportista soviético que compitió en piragüismo en la modalidad de aguas tranquilas. Ganó dos medallas en el Campeonato Mundial de Piragüismo de 1963 y dos medallas en el Campeonato Europeo de Piragüismo de 1963.

## Palmarés internacional
| Campeonato Mundial | Campeonato Mundial | Campeonato Mundial | Campeonato Mundial |
| Año                | Lugar              | Medalla            | Evento             |
| ------------------ | ------------------ | ------------------ | ------------------ |
| 1963               | Jajce (Yugoslavia) | Medalla de plata   | K1 4 × 500 m       |
| 1963               | Jajce (Yugoslavia) | Medalla de bronce  | K4 1000 m          |
| Campeonato Europeo |                    |                    |                    |
| Año                | Lugar              | Medalla            | Evento             |
| 1963               | Jajce (Yugoslavia) | Medalla de plata   | K1 4 × 500 m       |
| 1963               | Jajce (Yugoslavia) | Medalla de bronce  | K4 1000 m          |